# Sabana de Torres
Sabana de Torres là một khu tự quản thuộc tỉnh Santander, Colombia. Thủ phủ của khu tự quản Sabana de Torres đóng tại Sabana de Torres Khu tự quản Sabana de Torres có diện tích 1456 ki lô mét vuông. Đến thời điểm ngày 28 tháng 5 năm 2005, khu tự quản Sabana de Torres có dân số 17831 người.